# Lambach (Haute-Autriche)
Pour les articles homonymes, voir Lambach.
Lambach est une commune autrichienne, située dans le district de Wels-Land en Haute-Autriche, bordée d'un côté de la rivière Traun, et des autres des communes de Neukirchen bei Lambach et d'Edt bei Lambach. Traversé par le « Wiener Straße », B1, et ayant des bonnes communications ferroviaires grâce à le « Westbahn », la commune joue un rôle très important en ce qui concerne le transport et le système scolaire.
Lambach compte 3 242 habitants (2001) et depuis 2006, son maire est Christine Oberndorfer (ÖVP).

## Géographie
Lambach est située à 367 mètres d'altitude avec une superficie de 3,7 km², dont 10,8 % sont boisés et 48,6 % sont utilisés pour l’agriculture. La commune est divisée en cinq quartiers ou villages : Fischerau, Lambach, Schußstatt, Sand, Ziegelstadl.

## Histoire

### L'abbaye de Lambach
En 1056, saint Adalbéron, dernier descendant des comtes de Wels-Lambach, transforme le château de sa famille en une abbaye bénédictine. Après avoir été nommé évêque de Wurtzbourg et avoir été exilé par l'empereur Henri IV pendant la Querelle des investitures, il termine ses jours dans sa terre natale. Cet homme très important, qui a fondé le monument le plus célèbre de la commune, est fêté chaque automne durant la fête de Saint Adalbéron (6 octobre).
On trouve à l'abbaye de Lambach les plus vieilles fresques romanes des pays germanophones du sud. En outre, les magnifiques pièces baroques de l'abbaye (la bibliothèque, le réfectoire d'été) et le « Barocktheater » (1770) sont remarquables.
Complètement dégagées et remises en valeur en 1967, les fresques romanes constituent un ensemble unique en Autriche. Elles devaient être terminées depuis peu lorsque eut lieu la consécration de l'église abbatiale romane, l'année même de la mort d'Adalbéron, en 1090.